# Mepachymerus elongatus
Mepachymerus elongatus är en tvåvingeart som beskrevs av Yang 1995. Mepachymerus elongatus ingår i släktet Mepachymerus och familjen fritflugor.
Artens utbredningsområde är Zhejiang (Kina). Inga underarter finns listade i Catalogue of Life.